# Cantón Bolívar (Carchi)
Bolívar es un cantón situado en la provincia de Carchi, al norte de Ecuador, cuya capital es la ciudad de Bolívar. Tiene una población de 14.347 habitantes (2010).

## División Política

### Parroquia urbana
- Bolívar (cabecera cantonal)

### Parroquias rurales
- García Moreno
- Los Andes
- Monte Olivo
- San Rafael
- San Vicente de Pusir

## Economía
La economía del cantón se centra principalmente en la producción de huertos hortícolas, granjas integrales, sistemas silvopastoriles y en la industrialización de la cebada y quesos.

## Lugares Turísticos
- Valle del Río Chota
- Templete de la Virgen de Fátima y mirador (Paradero "Los Sauces" comida típica)

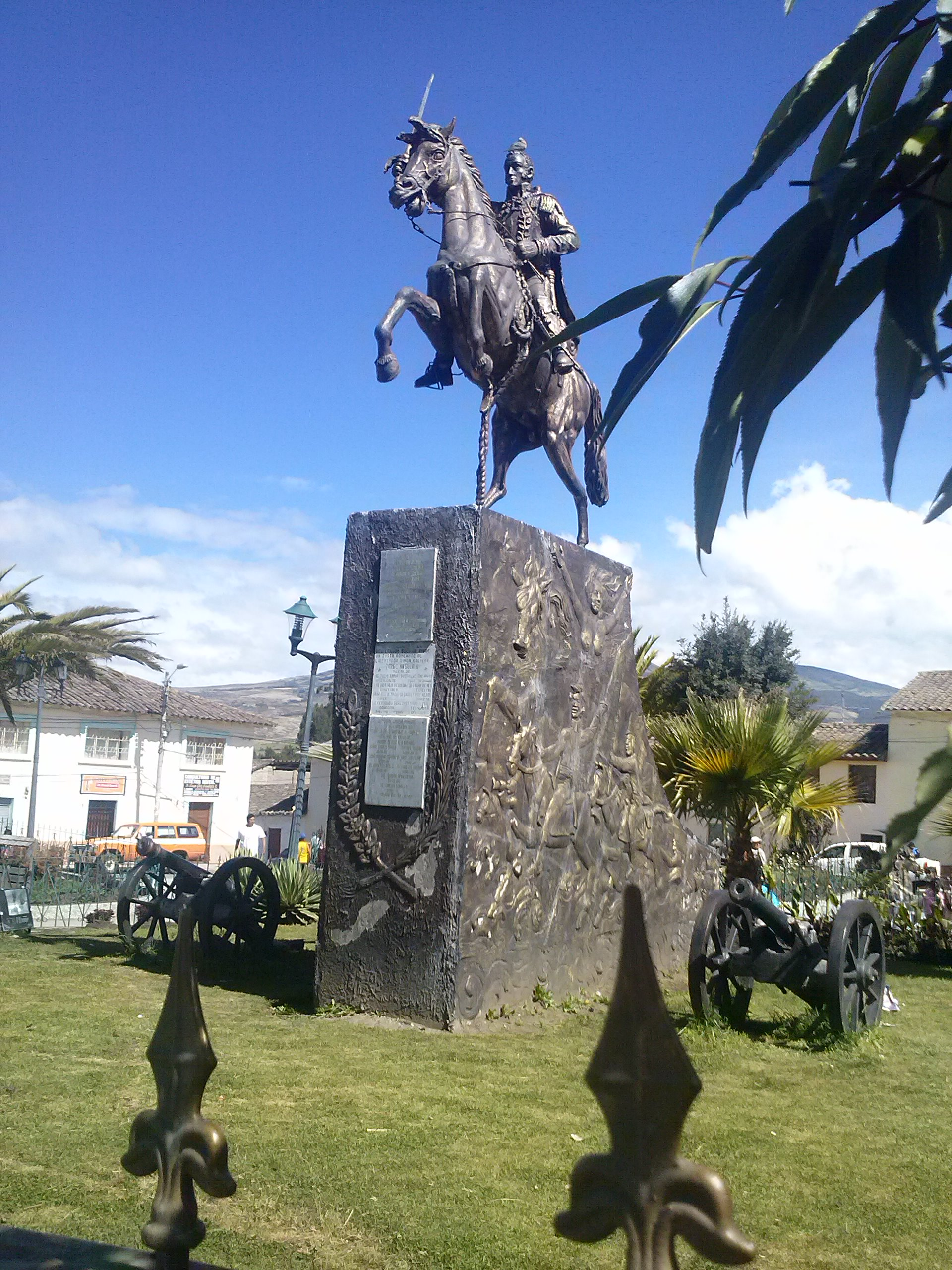
Parque de Bolívar y Plazoleta Central
- Balneario El Aguacate
- Parque Natural Kukawi (parque temático lúdico y de conocimiento)
- Iglesia Matriz del Señor de la Buena Esperanza
- Parque de la Mega-Fauna
- Museo paleontológico
- Mirador de cabras

- Parque de Bolívar y Plazoleta Central